# Cikendál
Cikendál (románul: Țichindeal, németül: Ziegenthal, szász nyelven Tsakeln) falu Romániában, Erdélyben, Szeben megyében. Közigazgatásilag Újegyház községhez tartozik.

## Nevének eredete
Magyar neve a német Ziegenthal ('kecskevölgy') névből való. A románban a német név népetimológiával a 'hegy' jelentésű deal szóhoz hasonult. Először 1350-ben Chekendal alakban, majd 1402-ben Czekindal és Czeckindal, 1488-ban Cecendal, 1532-ben Czekendorf, 1674-ben Czikindál, 1750-ben Czikingyeal, 1760–62-ben Czikendahl alakban írták.

## Földrajz
A Hortobágy menti dombságban, Nagyszebentől északkeletre fekszik.

## Népesség

### A népességszám változása
1850-ben még 613-an lakták. Azóta népessége folyamatosan csökkent, mára kevesebb mint harmadára.

### Etnikai és vallási adatok
- 1880-ban 586 román anyanyelvű lakosából 424 volt ortodox és 159 görögkatolikus vallású.
- 2002-ben 175 lakost írtak össze benne, közülük 96-an cigány és 79-en román nemzetiségűnek vallották magukat; 174 fő volt ortodox vallású.

## Története
Újegyházszéki szász, 1460 után román falu volt. Szász lakói 1456 előtt valószínűleg egy török hadjárat során haltak ki vagy települtek el. 1532-ben 35 román család lakta. 1876-ban Szeben vármegyéhez csatolták.

## Látnivalók
- Ortodox temploma 1791-ben épült. Belsejét a szászházi Ioan és Alexandru Grecu festette ki 1815–18-ban. A romániai műemlékek listáján a SB-II-m-A-12576 számon szerepel.[3]
- A falutól délkeletre fekvő magaslaton Biserica ungurească ('magyar templom') nevű középkori templomrom.[4]

## Híres emberek
- Itt született 1803-ban Teodor Aaron filológus.

## Gazdaság
- Egy svájci vállalkozó által 1999-ben alapított tejüzeme Haarbach néven biojuhfetasajtot állít elő.[5]